# U-102 (1940)
U-102 – niemiecki okręt podwodny typu VII B z okresu II wojny światowej. Okręt wszedł do służby w 1940.

## Historia
Zamówienie na kolejny okręt podwodny typu VII B zostało złożone w stoczni Germaniawerft w Kilonii 15 grudnia 1937. Rozpoczęcie budowy okrętu miało miejsce 22 maja 1939. Wodowanie nastąpiło 21 marca 1940, wejście do służby 27 kwietnia 1940.
Po wejściu do służby wszedł w skład 7. Flotylli okrętów podwodnych, w ramach której stacjonował w Kilonii. Przez pierwsze miesiące służby wykorzystywany do treningu nowej załogi. Zatonął podczas swojego pierwszego patrolu bojowego 1 lipca 1940. Został zatopiony bombami głębinowymi zrzuconymi przez brytyjski niszczyciel HMS „Vansittart”. Zginęła cała 43 osobowa załoga. Do czasu zatonięcia zdołał zatopić jedną jednostkę nieprzyjaciela, SS „Clearton”, o pojemności 5219 BRT.